# Ребах
Ребах (нім. Rehbach) — громада в Німеччині, розташована в землі Рейнланд-Пфальц. Входить до складу району Бад-Кройцнах. Складова частина об'єднання громад Бад-Зобернгайм.
Площа — 2,21 км2. Населення становить 47 ос. (станом на 31 грудня 2020).

## Галерея

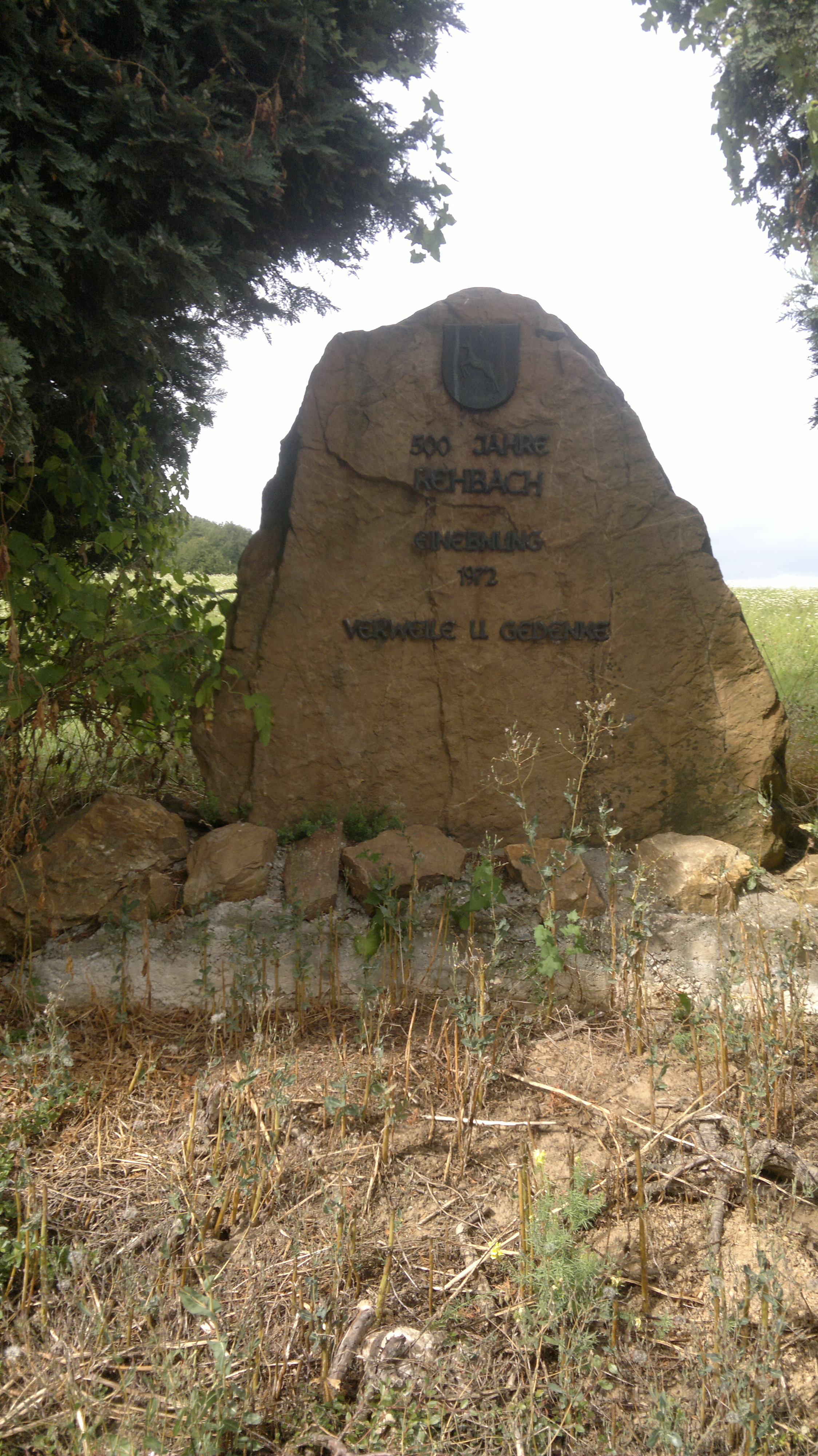